# Cacimba de Dentro
Cacimba de Dentro là một đô thị thuộc bang Paraíba, Brasil. Đô thị này có diện tích 181,221 km², dân số năm 2007 là 16185 người, mật độ 89,3 người/km².